# Thelma Tixou
Thelma Delia Sukiennik Snopik, más conocida como Thelma Tixou  (Buenos Aires, 4 de mayo de 1944 - Ciudad de México, 15 de enero de 2019), fue una vedette, cantante, bailarina y actriz mexicana de origen argentino. Fue una de las vedettes más importantes del México de los años 1970 y 1980. Participó en algunas películas, numerosas obras de teatro, telenovelas y programas de televisión, destacándose su papel como La Mujer Tatuada en la clásica película de Alejandro Jodorowsky Santa sangre (1989).

## Biografía

### Primeros años
Thelma Delia Sukiennik nació en el seno de una familia de origen judío. Su madre era lituana y su padre polaco, y ambos pertenecían a familias que sufrieron el Holocausto Judío en la Segunda Guerra Mundial. Tixou estudió seis años en el Teatro Labardén. A los 13 años, su madre decidió que la carrera de vedette era lo más adecuado para ella dadas sus aptitudes como bailarina de jazz. A los 17 años fue la segunda de la primerísima bailarina. Se presentó en un concurso en el Teatro Nacional de Buenos Aires de la cual fue la elegida entre 10 bailarinas para ocupar el rol de vedette. 

### Carrera
Pronto, Thelma comienza a ganar popularidad como vedette en su país natal. Apareció en portada de revistas como Radiolandia y Ellas. En sus inicios alternó con la Primera vedette argentina Tita Merello. Eventualmente ganó el mote de  Primera vedette en el Teatro Maipo y apareció en shows y revistas musicales en el Teatro Nacional y el Teatro Astros. En ellas alternó con otras populares vedettes como Zulma Faiad, Nélida Roca y Moria Casán. Tixou debutó en televisión en su país natal en 1965, en el popular programa televisivo La matraca, con el comediante Jorge Porcel. En 1967, el cineasta Dino Minitti  la elige como protagonista de la película La muchacha del cuerpo de oro. Dicha cinta fue atacada por la crítica, quienes la acusaron de pretender convertir a Thelma en una suerte de Isabel Sarli o Libertad Leblanc. Aun así, dicha cinta gozó de gran popularidad y le dio a Thelma el mote con el que se le conoció en sus años de gloria.
El prestigio y popularidad de Thelma le abren la posibilidad de trabajar en el prestigioso Lido de Paris. Sin embargo, las condiciones del contrato no le favorecían. En lugar de eso, Thelma decide trabajar en México contratada por el agente artístico Ángel Shuger. Su contrato en México sería originalmente por una temporada de 45 días. Tixou debutó con gran éxito en el famoso Teatro Blanquita de la Ciudad de México en un show encabezado por la  actriz y cantante María Victoria. Ante el éxito obtenido, Thelma comenzó a trabajar en centros nocturnos de la capital mexicana. En sus inicios Tixou rivalizó en México con Zulma Faiad, Primera vedette argentina que había conquistado el país azteca unos años atrás. 
Ante su éxito rotundo, Tixou decidió radicar definitivamente en México y eventualmente adquirió también la nacionalidad mexicana. Thelma fue estrella de El Closet, centro nocturno de lujo donde compartió créditos con las Primeras vedettes mexicanas Olga Breeskin y Rossy Mendoza. Thelma se consagró como estrella del célebre cabaret El Capri, del Hotel Regis de la Ciudad de México, en el cual permaneció durante siete años ininterrumpidos. Se afirma que en sus años de esplendor, la vedette logró ganar 15.000 dólares mensuales. El espectáculo de Thelma Tixou se diferenciaba del de otras de sus contemporáneas por ser mucho más familiar. Ella misma componía las canciones que interpretaba en su show y afirmaba no necesitar de demasiados bailarines o vestuario sofisticado. Su sola presencia escénica bastaba para llenar el escenario. De acuerdo a reportes de la época, Thelma también se caracterizó por su solidaridad con otras compañeras, y siempre que una vedette debutaba, Tixou le enviaba un ramo de flores. En El Capri, Tixou alternó con otras famosas vedettes mexicanas como Rossy Mendoza, Wanda Seux y Lyn May.
A la par de su trabajo en centros nocturnos, la vedette también participó en un gran número de obras y espectáculos teatrales con actores y comediantes como Chabelo, Gustavo Rojo, Alberto "El Caballo" Rojas, Lalo "el Mimo", Jaime Fernández y otros más. En televisión debutó al lado de Paco Malgesto en el programa Sábados P.M. Luego trabajó en otros shows de variedades televisivas como El club del hogar. Thelma también formó parte del elenco del famoso programa televisivo Siempre en domingo, del conductor Raúl Velasco y del show nocturno Variedades de medianoche, con el comediante Manuel "El Loco" Valdés. También formó parte de los orígenes del Carnaval de Guamúchil en Sinaloa. En 1984, la vedette protagoniza la película La superdotada, junto al cantante King Clave. La película fue un intento de reavivar su fama en Argentina y fue una coproducción mexico-argentina. Problemas de producción provocaron que el filme nunca se estrenara.
En 1989, Tixou alcanzó fama internacional gracias a su participación en la cinta Santa sangre, del cineasta Alejandro Jodorowsky. Su interpretación de "La mujer tatuada" le trajo el aplauso de la crítica internacional. Su última aparición en el cine fue en la cinta de comedia mexicana Cándido Pérez: Especialista en señoras (1991) con el comediante Jorge Ortiz de Pinedo.

### Años posteriores
En 2001, luego de varios años de ausencia de los escenarios debido a problemas personales, Thelma reaparece e incursiona en las telenovelas mexicanas en el melodrama Salomé, de Televisa. A partir de ese momento, Thelma participó en los repartos de algunas producciones de televisión mexicanas. Su última aparición fue en la telenovela Porque el amor manda (2012).

### Vida privada
Thelma contrajo matrimonio con su mánager y representante, un exboxeador uruguayo de nombre Adolfo Goldstein, con quien se fue a vivir a México durante la década de 1970. Thelma fue víctima de violencia de género al recibir diversos maltratos físicos y verbales y hasta un secuestro por parte de su esposo. Cuando Thelma decidió poner fin a su carrera como vedette, su marido boicoteó su carrera, forzando a la vedette a un retiro involuntario, además de robarle el dinero que había ganado durante más de 30 años de trabajo en el espectáculo. Luego de algunos años difíciles, Thelma retomó su carrera en televisión, medio en el que se mantuvo vigente prácticamente hasta el final de su vida.

### Fallecimiento
En sus últimos años la situación económica de Thelma era inestable. Por varios años, la actriz vivió en la casa de la familia de su amiga, la periodista Patricia Suárez. Tixou vivía con una modesta pensión de la ANDA, con servicios médicos del gobierno de la Ciudad de México y apoyándose en la realización y venta de vitrales y repostería.
A principios de diciembre de 2018, Tixou fue ingresada en el Hospital de Balbuena, al sur de la Ciudad de México por complicaciones derivadas por un tumor cerebral. Debido a dichas complicaciones, la vedette fue inducida a un estado de coma. Tixou permaneció por varias semanas en ese estado y seis días antes de su muerte se le diagnosticó muerte cerebral. 
Thelma Tixou falleció el 15 de enero de 2019 en la Ciudad de México a las 12:30 a los 75 años de edad. A pesar de que la vedette practicaba la fe cristiana desde varios años atrás, a petición de su familia, fue sepultada bajo los ritos del judaísmo en el Panteón Israelita de la Ciudad de México.

## Filmografía

### Cine
- La muchacha del cuerpo de oro (1967)
- La superdotada (1984)
- Santa sangre (1989).
- Cándido Pérez, especialista en señoras (1991)

### Televisión

#### Programas de televisión
- La matraca (1965)
- Sábados P.M. (1973)
- Alegrías de mediodía (1974)
- Variedades de medianoche (1977)
- Siempre en domingo (1977)

#### Series de televisión
- Hasta que la muerte los separe (1994)
- Central de abasto (2009)

#### Telenovelas
- Salomé (2001)
- Las vías del amor (2002)
- Pablo y Andrea (2005)
- Porque el amor manda (2012)[11]